# جوزيف سيرني
جوزيف سيرني (بالإنجليزية: Josef Černý)‏ (و. 1993  م) هو راكب دراجة هوائية تشيكي، ولد في براغ، شارك في الألعاب الأوروبية 2015.

## سجل الفوز

### سباقات أو مراحل فاز بها
| التاريخ        | السباق                                                            | المركز                                          |
| -------------- | ----------------------------------------------------------------- | ----------------------------------------------- |
| 26 مايو 2013   | 2013 Peace Race U23                                               | الرابع في تصنيف النقاط                          |
| 01 يناير 2014  | 2014 Visegrad 4 Bicycle Race-GP Czech Republic                    | الفائز في التصنيف العام                         |
| 01 يونيو 2014  | 2014 Peace Race U23                                               | الثاني في تصنيف الجبال                          |
| 29 أغسطس 2015  | 2015 Memoriał Stanisława Szozdy                                   |                                                 |
| 01 يناير 2017  | أوكولو سلوفينسكا 2017                                             | العاشر في التصنيف العام، الخامس في تصنيف النقاط |
| 22 أبريل 2017  | سباق فيسيغراد للدراجات - جي بي هنغاريا 2017                       |                                                 |
| 23 يونيو 2017  | سباق الطريق ضد الساعة للرجال في بطولة التشيك لسباق الدراجات 2017  |                                                 |
| 25 يونيو 2017  | سباق الطريق للرجال في بطولة التشيك لسباق الدراجات 2017            |                                                 |
| 13 أغسطس 2017  | جولة ركوب الدراجات التشيكية 2017                                  | الفائز في التصنيف العام                         |
| 20 أغسطس 2017  | Szlakiem Wielkich Jezior 2017                                     |                                                 |
| 03 سبتمبر 2017 | 2017 Okolo Jižních Čech                                           | الفائز في التصنيف العام                         |
| 16 سبتمبر 2017 | 2017 Visegrad 4 Bicycle Race-GP Czech Republic                    |                                                 |
| 01 يناير 2018  | 2018 Ronde de l'Oise                                              |                                                 |
| 01 يناير 2018  | باريس-أراس تور 2018                                               |                                                 |
| 13 مايو 2018   | 2018 Szlakiem Grodów Piastowskich                                 |                                                 |
| 21 يونيو 2018  | سباق الطريق ضد الساعة للرجال في بطولة التشيك لسباق الدراجات 2018  | الفائز في التصنيف العام                         |
| 24 يونيو 2018  | سباق الطريق للرجال في بطولة التشيك لسباق الدراجات 2018            | الفائز في التصنيف العام                         |
| 27 يونيو 2019  | سباق الطريق ضد الساعة للرجال في بطولة التشيك 2019                 |                                                 |
| 20 أغسطس 2020  | سباق الطريق ضد الساعة للرجال في بطولة التشيك 2020                 | الفائز في التصنيف العام                         |
| 17 يونيو 2021  | سباق الطريق ضد الساعة للرجال في بطولة التشيك 2021                 | الفائز في التصنيف العام                         |
| 17 سبتمبر 2022 | أوكولو سلوفينسكا 2022                                             | الفائز في التصنيف العام                         |
| 20 يونيو 2024  | 2024 Czech Republic National Road Cycling Championships - Men ITT |                                                 |

## روابط خارجية
- جوزيف سيرني على موقع الاتحاد الدولي للدراجات (الإنجليزية)
- جوزيف سيرني على موقع أرشيف الدراجات (الإنجليزية)
- جوزيف سيرني على موقع إحصائيات الدراجات الإحترافية (الإنجليزية)
- جوزيف سيرني على موقع نسبة الدراجات (الإنجليزية)
- جوزيف سيرني على موقع CycleBase (الإنجليزية)
- جوزيف سيرني على موقع اللجنة الأولمبية التشيكية (التشيكية)